# 流線形'80
『流線形'80』（りゅうせんけい はちじゅう）は、松任谷由実の6枚目のオリジナルアルバム。1978年11月5日に東芝EMIからリリースされた（LP：ETP-80047、CT：ZT25-285）。1978年10月12日から同年12月25日まで「YUMING EXPRESS」コンサートツアーが行われた。1981年5月5日には再発売された（LP：ETP-90082、CT：ZT28-782）。
1985年6月1日に初CD化（CA32-1132）。
1999年2月24日にLPのブックレットを復刻し、バーニー・グランドマンによるデジタルリマスタリングで音質を大幅に向上したリマスタリングCD（TOCT-10639）とLP（TOJT-10639）をリリース。

## 解説
- ジャケットのイラストはイラストレーターの矢吹申彦が手掛けた。なお、このジャケットにはカットされている部分がある。
- 帯コピーは「新たなる衝撃!! これこそ完成されたアルバムと言えるでしょう。」。
- キャッチコピーは「まだ見ぬストリームライン（流線形）がユーミン・シティを駆けて行く」。
- 発売当初、カセットの収録順は「ロッヂで待つクリスマス」「埠頭を渡る風」「魔法のくすり」「Corvett 1954」「12階のこいびと」「キャサリン」「入江の午後3時」「かんらん車」「真冬のサーファー」「静かなまぼろし」であったが、1981年の再発時には正式な順序に戻された。

## 収録曲

### CD
| 全作詞・作曲: 松任谷由実、全編曲: 松任谷正隆。 |                                                     |            |            |      |
| #                                              | タイトル                                            | 作詞       | 作曲・編曲 | 時間 |
| 1.                                             | 「ロッヂで待つクリスマス -Christmas At the Lodge-」 | 松任谷由実 | 松任谷由実 | 4:05 |
| 2.                                             | 「埠頭を渡る風 -The Wind-」                         | 松任谷由実 | 松任谷由実 | 4:39 |
| 3.                                             | 「真冬のサーファー -Surfers In the Winter-」        | 松任谷由実 | 松任谷由実 | 3:43 |
| 4.                                             | 「静かなまぼろし -Silent Illusion-」                | 松任谷由実 | 松任谷由実 | 3:45 |
| 5.                                             | 「魔法のくすり -Magical Remedy-」                   | 松任谷由実 | 松任谷由実 | 3:58 |
| 6.                                             | 「キャサリン -Catherine-」                          | 松任谷由実 | 松任谷由実 | 4:23 |
| 7.                                             | 「Corvett 1954」                                    | 松任谷由実 | 松任谷由実 | 3:57 |
| 8.                                             | 「入江の午後3時 -3pm At a Pier-」                   | 松任谷由実 | 松任谷由実 | 3:50 |
| 9.                                             | 「かんらん車 -Ferris Wheel-」                       | 松任谷由実 | 松任谷由実 | 5:45 |
| 10.                                            | 「12階のこいびと -Lover On the 12th Floor-」        | 松任谷由実 | 松任谷由実 | 4:43 |

### 楽曲解説
1. ロッヂで待つクリスマス
1987年の映画『私をスキーに連れてって』ではインストゥルメンタルバージョンが使われた。
カバー：藤谷美紀（1989年）。
配信を機に、本人監修のもとで全曲英語表記が公式に発表された[1]。
2. 埠頭を渡る風
12枚目のシングルとして発売。ここでの「埠頭」とは晴海埠頭のこと。シングルのジャケットでは「埠頭を渡る風。」と表記。逗子マリーナ公演ではラストに毎回歌われ、打ち上げ花火は風物詩となっていた。なお、爆風スランプの「KASHIWAマイ・ラブ」という曲は、この曲とユーミンへのオマージュとされている。1991年にTBS『ルージュの伝言』でドラマ化された（第25話、主演・森山裕子）。
カバー：稲垣潤一 with EPO（2010年）
3. 真冬のサーファー
山下達郎がバック・コーラスに参加した。真冬にサーフィンをする好きな人を浜辺から見守る女の子の気持ちを歌っている。当時の冬サーフィンに使われていたウェットスーツは、カラフルではなく黒一色であり、それがカラスの群れに例えられている。1991年映画『波の数だけ抱きしめて』挿入歌。
4. 静かなまぼろし
1978年にフジテレビの『ミュージックフェア』で共演した沢田研二への提供曲。なお、沢田研二本人が作品としてリリースしたのは11年後の1989年で、アルバム『彼は眠れない』に収録された。シングル『入江の午後3時』B面。
カバー：松本明子（1998年）、m-flo（1999年）。
5. 魔法のくすり
1991年にTBSの『ルージュの伝言』でドラマ化された（第13話、主演・河合美智子）。歌詞の中に、「男はいつも最初の恋人になりたがり、女は誰も最後の愛人でいたいの」というフレーズが出てくるが、この言葉の元祖はオスカー・ワイルドの名言の「男は愛する女の最初の男になる事を願い、女は愛する男の最後の女になる事を願う」である。
6. キャサリン
ユーミンの基地時代の友人と思われる「キャサリン」という人物をモチーフにした曲。シングル「埠頭を渡る風」のB面。
7. Corvett 1954
シボレー・コルベットをテーマにした来生たかおとのデュエット曲。当初のタイトルは「Corvett 1953」であったが、メロディーに載せると語呂が良くないということになり、レコーディングの途中で「Corvett 1954」となった。
8. 入江の午後3時
11枚目のシングルとして発売。ここでいう入江とは三浦半島の油壺の入江のことを指していると言われている。シングルのジャケットは神奈川県に所在する葉山マリーナ[2]で撮影された。
9. かんらん車
雪も舞う寒い冬に独りで閉園前の観覧車に乗るという、失恋ソング。世田谷・二子玉川園の観覧車がモデルとされている。
10. 12階のこいびと
ラストが自殺を示唆する内容。所々にフランス語の歌詞が挿入されている。のちに16枚目のシングル『星のルージュリアン』のB面の曲として収録される。

## CT収録曲（初版のみ）

### Side A
1. ロッヂで待つクリスマス
2. 埠頭を渡る風
3. 魔法のくすり
4. Corvett 1954
5. 12階のこいびと

### Side B
1. キャサリン
2. 入江の午後3時
3. かんらん車
4. 真冬のサーファー
5. 静かなまぼろし

作詞・作曲：松任谷由実 / 編曲：松任谷正隆

## 参加ミュージシャン
- キーボード：松任谷正隆
- ドラム：林立夫、渡嘉敷祐一
- パーカッション：斉藤ノブ、Larry須永、Pecker
- ベース：高水健司
- エレクトリック・ギター：鈴木茂、松原正樹、山下達郎
- アコースティック・ギター：鈴木茂、松原正樹、Ted M.Gibson
- トランペット：羽鳥幸次、数原晋、岸義和
- トロンボーン：新井英治、岡田澄雄
- フレンチ・ホルン：沖田晏宏、松村まさはる
- サキソフォン：Jake H. Conception、村岡建、三森一郎、鈴木重雄
- フルート：村岡建、衛藤幸雄、西沢幸彦、篠原猛、旭孝
- クラリネット：Jake H. Conception、村岡建、斉藤清
- ヴァイオリン＆ヴィオラ＆チェロ：トマト・ストリングス・アンサンブル
- ハープ：山川恵子
- コーラス：松任谷由実、来生たかお（7）、山下達郎（3）、尾形道子、槇みちる、井上知子